# یاکیف استپووی
یاکیف استپووی (اوکراینی: Яків Степовий؛ ۸ اکتبر ۱۸۸۳ – ۴ نوامبر ۱۹۲۱) آهنگساز، و مربی موسیقی اهل امپراتوری روسیه بود.